# 아이스레이크 (마이크로아키텍처)
아이스레이크(Ice Lake)는 서니 코브 마이크로아키텍처를 기반으로 하는 10세대 인텔 코어 모바일 및 3세대 제온 스케일러브(Scalable) 서버 프로세서에 대한 인텔의 코드명이다. 아이스레이크는 인텔의 프로세스-아키텍처-최적화 모델의 아키텍처 단계를 나타낸다. 인텔의 2세대 10nm 공정인 10nm로 생산된 아이스레이크는 2018년 캐논레이크의 한정 출시에 이어 10nm 공정으로 제조된 인텔의 두 번째 마이크로아키텍처이다. 그러나 인텔은 2020년에 10nm 공정으로 명명 체계를 변경했다. 이 새로운 명명 체계에서 아이스레이크의 제조 공정은 추가된 플러스 없이 간단히 10nm로 불린다.
아이스레이크 CPU는 인텔의 "10세대 코어" 제품군으로 14nm 코멧레이크 CPU와 함께 판매된다. 아이스레이크 데스크톱이나 고전력 모바일 프로세서는 없다. 코멧레이크가 이 역할을 수행한다. 서니 코브 기반 제온 스케일러블 CPU(코드명 "아이스레이크-SP")는 2021년 4월 6일 공식 출시되었다. 인텔은 2021년 7월 29일 제온 W-3300 시리즈 워크스테이션 프로세서를 공식 출시했다.
아이스레이크의 모바일 후속 제품은 새로운 윌리엄 코브 마이크로아키텍처와 새로운 인텔 Xe 마이크로아키텍처 기반 통합 그래픽을 사용하는 3세대 10nm 슈퍼핀(SuperFin) 프로세서 제품군인 타이거레이크이다. 아이스레이크-SP는 골든 코브 코어로 구동되는 사파이어 래피즈 계승되었다. 여러 모바일 아이스레이크 CPU가 2021년 7월 7일에 중단되었다.

## 같이 보기
- 인텔 CPU 마이크로아키텍처 목록
- 인텔 코어